# Ditka Haberl
Judita (Ditka) Haberl (Maribor, 19. studenog 1947.) je slovenska pjevačica zabavne glazbe.
Bila je članica sastava Bele vrane (1967. – 1974.) i Pepel in kri, s kojim je 1975. sudjelovala i na Pjesmi Eurovizije predstavljajući Jugoslaviju s pjesmom "Dan ljubezni", poslije pobjede na Opatijskom festivalu. Nakon toga nastavlja sa solo karijerom, nastupajući na domaćim festivalima zabavne glazbe. Na Splitskom festivalu imala je zapažene nastupe 1973. s pjesmom "More, more", 1980. s "Gledam kako spavaš", te 1981. s prvonagrađenom skladbom "Ivane moj". "Nad mistom se dani" je njen veliki hit s jednoga od posljednjih opatijskih festivala, svojedobne smotre jugoslavenske zabavne glazbe.

## Hitovi
- Nad mestom se dani
- Samo nasmeh je bolj grenak
- Dan ljubezni (Pepel in kri)
- Mlade oči
- Vila rimskega zidu
- Kot nekdo, ki imel me bo rad (Pepel in kri)

## Diskografija
- Otrok moj
- Ljubimec brez imena
- Samo nasmeh je bolj grenak
- Ljubezen v f-molu
- Vse je igra (2006.)